# Dirty Grandpa
Dirty Grandpa ist eine US-amerikanische Filmkomödie aus dem Jahr 2016 mit Zac Efron, Robert De Niro, Zoey Deutch und Aubrey Plaza in den Hauptrollen. Regie führte Dan Mazer, das Drehbuch wurde von John Philips geschrieben. Dirty Grandpa wird von Lionsgate verliehen. Der Kinostart in den Vereinigten Staaten war am 22. Januar 2016, in Deutschland am 11. Februar 2016.

## Handlung
Nach dem Tod seiner Frau will der Rentner Dick Kelly die Sau rauslassen. Seine verstorbene Frau gab ihm vor ihrem Tod ihren Segen dazu. Zusammen mit seinem bürgerlich als Anwalt arbeitenden Enkel Jason möchte Dick zu seinem Haus in Boca Raton, Florida fahren, obwohl Jason in wenigen Tagen die unter Kontrollzwang agierende Meredith heiraten will. Auf der Reise kommen sich Enkel und Großvater einander näher. Jason wird sich zwischenzeitlich unsicher, ob die Ehe mit Meredith das ist, was er wirklich will, weil er einer ihm schon früher bekannten Studentin, Shadia, näher kommt und sich in sie verliebt. Sein Großvater hingegen begegnet Lenore, die ältere Männer mag. Er gibt sich ihr gegenüber zunächst als Universitätsprofessor aus.
In Daytona Beach findet gerade der Spring Break statt, und Großvater Dick nimmt dort an einem Trinkwettbewerb teil. Sein Enkel unterstützt ihn zunächst unwillig, doch später tanzt er ausgelassen und halbnackt auf der Party. Er kommt benommen und angemalt am Strand wieder zu sich und landet kurz als Sittenstrolch hinter Gittern, bis sein Großvater seine Kaution hinterlegt. Auf einer Open-Air-Show will Großvater Dick die Frauen beeindrucken, führt Liegestütze und zusammen mit seinem Enkel artistische Übungen vor, wobei er sich ihm als „Special Agent“ der US-Army zu erkennen gibt. Nachts im Club will er einen Banden-Konflikt schlichten und kann im Alleingang die komplette provozierende Crew in die Knie zwingen. Später landet er bei ihnen, fröhlich Gras rauchend. Letztlich will der Großvater seinen Enkel von der Heirat abhalten. Wütend fährt Jason alleine nach Hause.
Bei der kitschig inszenierten Hochzeitsfeier mit Meredith spielt Dick heimlich Partyfotos von Jason auf die Leinwand, was die Hochzeitsgesellschaft mit Fassungslosigkeit quittiert. Jason verabschiedet sich und versucht den Bus zu erreichen, mit dem Shadia aus der Gegend wegziehen will. Als der Bus umständlich zum Stehen gebracht wird, entschließt sich Jason mit seiner neuen Freundin zusammen auf Reisen zu gehen. Sein Großvater hingegen hat nach vielen Jahren endlich wieder Sex – und zwar mit Lenore, die auf ältere Männer steht.

## Hintergrund

### Produktion
Bereits Anfang 2012 gab es Pläne für Dirty Grandpa. Damals waren Jeff Bridges und Michael Douglas für die Rolle des Dick Kelly im Gespräch. Das Projekt wurde erst im September 2014 weiter verfolgt, indem Robert De Niro und Zac Efron verpflichtet wurden.
Für die weibliche Hauptrolle konnte die Schauspielerin Zoey Deutch verpflichtet werden. Des Weiteren wurden Aubrey Plaza, Julianne Hough und Adam Pally gecastet.

### Dreharbeiten
Die Dreharbeiten haben am 5. Januar 2015 in Atlanta, Georgia, begonnen und fanden im weiteren Verlauf in Marietta, McDonough und Hampton statt. Die Dreharbeiten wurden am 13. Februar 2015 beendet. Ende April bis Anfang Mai 2015 fanden die Nachdrehs auf Tybee Island statt, das als Kulisse für die Spring-Break-Szenen diente. Auch an einigen Stellen in Florida fanden Dreharbeiten statt.

### Veröffentlichung
Dirty Grandpa sollte ursprünglich zu Weihnachten 2015 in die Kinos kommen. Der Film wurde zunächst auf den 16. August 2016 verschoben. Das Studio beschloss jedoch, den Film zunächst auf den 26. Februar und anschließend auf den 22. Januar 2016 vorzuziehen. In Deutschland lief Dirty Grandpa am 11. Februar 2016 in den Kinos an.

### Kritik
Der Film wurde von der Kritik weitestgehend verrissen und die Website Rotten Tomatoes, die Filmkritiken auswertet, kam nach einer Auswertung von 110 Kritiken auf eine positive Rate von 11 %. Die Seite zitiert folgende Kritik: „Wie ein Werther’s Original, das man in einen Abwasserkanal geworfen hat, präsentiert Dirty Grandpa das unvorsichtige Umhertasten eines klassischen Talents, das einst Millionen mit Freude erfüllte.“ („Like a Werther’s Original dropped down a sewer drain, Dirty Grandpa represents the careless fumbling of a classic talent that once brought pleasure to millions.“) Metacritic wertete 21 Kritiken aus und stellte überwältigende Ablehnung fest.
Richard Roeper gab dem Film null Sterne und sagte, wenn Dirty Grandpa nicht der schlechteste Film 2016 sei, warte noch ernsthafte Folter auf ihn in der nahen Zukunft („If Dirty Grandpa isn’t the worst movie of 2016, I have some serious cinematic torture in my near future.“). Mike Ryan von Uproxx schrieb, dass dies der schlechteste Film sei, den er je in einem Kino gesehen habe („Dirty Grandpa is the worst movie I’ve ever seen in a movie theater.“). Glenn Kenny schrieb, der Film sei dadurch komisch, dass es ihm nicht gelinge, eine komische Szene zu kreieren.
Das Lexikon des internationalen Films schrieb: „Die vulgäre Sex-Komödie irritiert durch frauenfeindliche, rassistische, homophobe und geschmacklose Kalauer. Der dramaturgische Überbau um Lebenslügen und die Möglichkeit, sich mit seinem Dasein auszusöhnen, dient lediglich dazu, die Mischung aus Männlichkeitswahn und Sex-Besessenheit aufzuwerten.“
Mark Kermode wollte nach Ansehen des Films duschen. Irgendwo in der Hölle gäbe es ein Kino, wo dieser Film zusammen mit Movie 43 und Entourage laufe.